# Constantino de Sá de Noronha
Constantino de Sá de Noronha est le 6e et 8e gouverneur du Ceylan portugais.

## Biographie
En juin 1619, Constantino de Sá organisa 2 expéditions militaires contre le Royaume de Jaffna dans le nord de l'île : une expédition navale qui sera repoussée, et une expédition terrestre par Phillippe de Oliveira et son armée de 50 000 soldats. Ils réussirent à vaincre le roi tamoul Cankili II et mettre fin à la dynastie Ârya Chakravarti.
Tous les soldats de Cankili II ont été décapités sur place, et Cankili II lui-même a été transporté à Goa pour être pendu. Tous les membres de la famille royale ont alors été faits prisonnier et ont été emmenés de force à Goa où ils ont été forcés à devenir moines pour éviter d'avoir des prétendants au trône de Jaffna.
Il meurt pendant la bataille de Randeniwela, contre le Royaume de Kandy, où il refusa d'abandonner ses troupes à l'approche d'une défaite certaine.